# Värmepistol

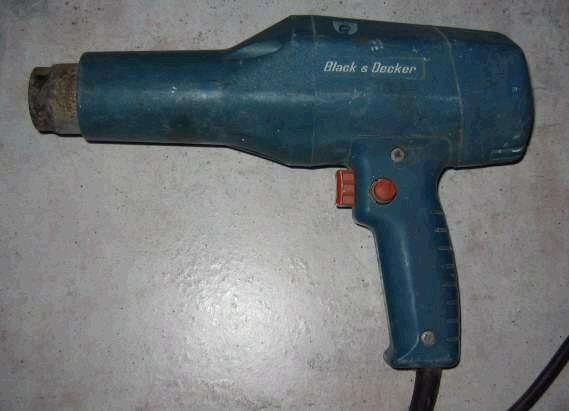
Exempel på handhållen elektrisk värmepistol

Värmepistol är ett verktyg som används för att avge ett flöde av varmluft. Den liknar i form och konstruktion en  hårtork, men används för mycket högre temperaturer. Används ofta inom fysik, materialvetenskap, kemi, ingenjörsvetenskap, och annan laboratorie- eller verkstadsmiljö.
En värmepistol kan användas för att torka och ta bort målarfärg, använda krympslang eller krympfilm, torka trä, böja och svetsa plast, mjuka upp lim, värma shrink wrap vid förpackning, och tina frysta rör. Används också inom elektronik för avlödning av komponenter från kretskort. Lufttemperaturen är typiskt 100 - 550 °C, en del kraftigare modeller har temperatur på runt 760 °C. Om värme används för att ta bort blyfärg så övergår den till giftig gasform vid 538 °C och därför är endast 404 - 315 °C säkert. Värmepistoler har sämre kontroll över temperaturen än en "speedheater", infraröd pistol som avger infraröd värmestrålning utan att blåsa luft vid dessa säkra temperaturer. Den kan utföra samma funktion som en värmepistol.
En del värmepistoler har inbyggt vilostöd, så den kan startas och placeras på en arbetsbänk, vilket frigör användarens hand. Det finns också munstycken för att styra varmluftsströmmen för olika syften, som att koncentrera värmen på en viss yta, eller tina upp rör utan att värma upp väggen bakom.
De flesta värmepistoler har ett värmeelement baserat på elektrisk resistans men en del skapar värmen med en gasflamma. En fläkt ökar och fokuserar luftflödet för konvektionsvärmning.